# Gigantione giardi
Gigantione giardi är en kräftdjursart som beskrevs av Giuseppe Nobili 1906. Gigantione giardi ingår i släktet Gigantione och familjen Bopyridae. Inga underarter finns listade i Catalogue of Life.